# Andrzej Szletyński
Andrzej Józef Szletyński (ur. 21 grudnia 1932 w Łodzi) – instruktor harcerski, działacz niepodległościowy, członek, a następnie przywódca tajnej organizacji „Związek Białej Tarczy”.
Urodził się w 1932 w Łodzi, jako syn hm. Stefana Szletyńskiego (komendanta w latach 30. harcerskiej Stanicy i Szkoły Instruktorskiej na Buczu) i hm. Jadwigi z Wocalewskich. Wysiedlony wraz z rodziną w grudniu 1939, mieszkał w Krośnie i Sandomierzu, a od 1942 w Warszawie, gdzie matka rozpoczęła pracę w internacie dla starszych dziewcząt umieszczając synów (Andrzeja i Stanisława) w internacie dla młodszych dzieci w Konstancinie, gdzie tajnie realizowano program szkoły powszechnej. Ojciec został zamordowany przez Sowietów w kwietniu 1940 w Katyniu. W czasie powstania warszawskiego matka i ciotka (Maria Wocalewska) zostały zamordowane przez Niemców 4 sierpnia 1944, a starsze rodzeństwo – żołnierze powstania (siostra Zofia i brat Jerzy) dostały się do niewoli. Do końca wojny pozostał w internacie w Zakopanem, skąd w maju 1945, wraz z bratem i Markiem Głuchem udał się do Łodzi, do ograbionego mieszkania.
W 1945 rozpoczął naukę w XV Gimnazjum Męskim, a w 1946 wstąpił do XV ŁDH im. Andrzeja Małkowskiego. Przyrzeczenie harcerskie złożył 10 czerwca 1946 na ręce phm. B. Jakubowskiego. W latach 1948–1949 pełnił funkcję drużynowego XV ŁDH. Jesienią 1949 wstąpił do organizacji niepodległościowej o kryptonimie „Związek Białej Tarczy” założonej na terenie XV LO przez Alicję Perz, uczennicę tego liceum. Zimą 1949/1950 został dowódcą tej organizacji. Przysięgę składano w organizacji na przedwojenny sztandar XV ŁDH ukryty przed konfiskatą przez dh Zdzisława Orłowskiego w domu Szletyńskich.
24 czerwca 1950 został aresztowany przez WUBP w Łodzi, skazany na 15 lat więzienia z art. 86 § 2 Kodeksu Karnego (Kto przemocą dąży do obalenia ludowo-demokratycznego ustroju Państwa Polskiego...), więziony w Łodzi przy ul. Sterlinga 16, później osadzony w Rawiczu i Jaworznie. Zwolniony został mocą amnestii w listopadzie 1954.
W lutym 1955 ożenił się z Alicją Perz, skazaną w tym samym procesie na 12 lat. Miesiąc później powołany został na 2 lata do wojska w Wojskowym Korpusie Górniczym, pracując jako żołnierz-górnik. Po wojsku podjął pracę fizyczną (innej dla skazanych nie było), ale również i naukę w Technikum Chemicznym, które ukończył z pierwszą lokatą. Powoli awansował.
Również po wyjściu z wojska zgłosił się do pracy w harcerstwie, ukończył kurs drużynowych Łódzkiej Komendy Chorągwi ZHP w Inowłodzu i zdobył stopień instruktorski. Czynną pracę harcerską musiał jednak przerwać ze względu na ciężkie warunki materialne rodziny i konieczność pogodzenia pracy na 3 zmiany z nauką w technikum. Na przełomie lat 50. i 60 odczuwał, że tacy ludzie nie byli już mile widziani w ZHP, a sam dostrzegał, że w ZHP zaczęły przeważać elementy socjalistyczne. Od lat 70. odnowił kontakty z macierzystą drużyną pomagając gromadzić materiały o jej historii i o pracy harcerskiej rodziny Wocalewskich-Szletyńskich.
Od 1990 podjął społeczną pracę w Związku Więźniów Politycznych Okresu Stalinowskiego. Odszedł na emeryturę w grudniu 1990 jako kierownik Wydziału Syntez ŁZF Polfa.
Został odznaczony Złotym Krzyżem Zasługi (2003) oraz Krzyżem Kawalerskim Orderu Odrodzenia Polski (2023)